# Hackeriana glauca
Hackeriana glauca är en insektsart som beskrevs av Evans 1936. Hackeriana glauca ingår i släktet Hackeriana och familjen dvärgstritar. Inga underarter finns listade i Catalogue of Life.